# 광역시
광역시(廣域市, 영어: Metropolitan city)는 대한민국의 행정 구역이다.
원래는 직할시였으나 지방자치법에 의해 1995년에 현재와 같이 명칭을 변경하였다.
1995년 광역시 체제 출범 당시에는 기존의 직할시였던 부산, 대구, 인천, 광주, 대전만이 있었으나 1997년에 경상남도 울산시가 광역시로 승격하여 현재는 총 6곳이 되었다.
산하 행정 구역으로 기초지방자치단체인 자치구나 군을 둘 수 있다. 현재는 6개의 광역시(부산광역시, 대구광역시, 인천광역시, 광주광역시, 대전광역시, 울산광역시)중에 부산광역시와 대구광역시와 인천광역시와 울산광역시에는 산하의 군이 있고 광주광역시와 대전광역시에는 산하의 군이 없다.

## 설립 근거
- 대한민국 지방자치법[1]

## 광역시 목록
| 광역시     | 행정구역 | 승격일          | 인구        | 면적        | 비고 |
| ---------- | -------- | --------------- | ----------- | ----------- | ---- |
| 부산광역시 | 15구 1군 | 1963년 1월 1일  | 3,305,052명 | 769.89km2   |      |
| 대구광역시 | 7구 2군  | 1981년 7월 1일  | 2,379,086명 | 1,499.51km2 |      |
| 인천광역시 | 8구 2군  | 1981년 7월 1일  | 2,981,553명 | 1,062.60km2 |      |
| 광주광역시 | 5구      | 1986년 11월 1일 | 1,424,305명 | 501.24km2   |      |
| 대전광역시 | 5구      | 1989년 1월 1일  | 1,444,305명 | 539.35km2   |      |
| 울산광역시 | 4구 1군  | 1997년 7월 15일 | 1,105,326명 | 1,060.79km2 |      |

## 지정
광역시의 경우 기존의 직할시가 그대로 유지된 채 광역시로 지정되거나 승격하는 것이 일반적이나, 이웃에 있는 시, 군을 통합하기도 한다. 이는 옛 직할시 또한 마찬가지였으며, 구체적으로는 다음과 같다.
- 부산광역시(1995년) - 부산직할시 + 경상남도 양산시 일부
- 대구광역시(1995년, 1차 확장) - 대구직할시 + 경상북도 달성군
- 대구광역시(2023년, 2차 확장) - 대구광역시 + 경상북도 군위군
- 인천광역시(1995년)  - 인천직할시 + 경기도 강화군, 옹진군
- 광주광역시(1995년) - 광주직할시
- 대전광역시(1995년) - 대전직할시
- 울산광역시(1997년) - 경상남도 울산시

## 같이 보기
- 특별시
- 특별자치시
- 특정시
- 행정시
- 이탈리아의 광역시